# Хотан (уезд)
Уезд Хотан или уезд Хэтянь (кит. упр. 和田县, пиньинь Hétián xiàn, уйг. خوتەن ناھىيىسى‎, Xoten Nahiyisi) — уезд округа Хотан Синьцзян-Уйгурского автономного района КНР. Правительство уезда размещается в городском уезде Хотан.

## География
Уезд расположен в юго-западной части округа, на краю пустыни Такла-Макан. Около половины территории уезда, на которую претендует Китай, оспаривается Индией.

## История
Уезд Хотан (和阗县) был образован в 1913 году, когда Хэтяньская непосредственно управляемая область (和阗直隶州) была разделена на уезды Хотан и Каракаш. В 1959 году официальное китайское написание названия уезда было изменено на 和田县. В 1984 году из уезда Хотан был выделен в отдельную административную единицу городской уезд Хотан.

## Административное деление
Уезд Хотан делится на 2 посёлка и 10 волостей.

## Экономика
В пустыне на песчаном грунте развито выращивание в теплицах риса, кукурузы, помидоров и пепино. В искусственных прудах уезда выращивают крабов.